# Luca Vũ Bá Loan
Luca Vũ Bá Loan (1756-1840) là một vị Thánh tử vì đạo Việt Nam.

## Thân thế
Ông sinh năm 1756 ở họ Bút Quai, thuộc xứ Bút Đông, Giáo phận Tây Đàng Ngoài (nay thuộc phường Châu Giang, thị xã Duy Tiên, tỉnh Hà Nam, thuộc Tổng Giáo phận Hà Nội).

## Đạo nghiệp
Từ nhỏ, ông theo tu học ở Phú Đa và Kẻ Bào. Sau khi thụ phong linh mục thời Tây Sơn, ông được cử đến giúp xứ Nam Sang 6 tháng, giúp xứ Sơn Miêng 10 năm, sau đó về giúp linh mục Liêm, làm Phó xứ ở Kẻ Vồi.
Năm Minh Mạng thứ 8 (1828), Giám mục Longer Gia chia xứ Kẻ Vồi làm hai. Ông về coi xứ mới lập là Kẻ Sổ suốt 12 năm cho đến khi bị bắt. Giám mục Jeantet Khiêm nhận xét thời gian ông làm linh mục như sau: "Thày xét các việc cha Loan làm từ khi chịu chức linh mục đến ngày tử đạo, thày thấy có lẽ trong số linh mục Việt Nam từ trước đến nay không ai sánh bằng".

## Tử đạo
Thời kỳ ông làm chính xứ ở Kẻ Sổ cũng là thời kỳ cấm đạo gắt gao nhất. Từ năm 1825 đến 1838, liên tiếp 7 dụ cấm đạo đã được triều đình ban ra. Năm Minh Mạng thứ 20 (1840), ông bị một số người phát hiện ông là giáo sĩ, tìm cách bắt giữ để lập công.
Khi bị bắt, tuổi ông cũng đã cao, sau khi bị giam một tháng, ông bị bệnh nặng, trở nên kiệt quệ. Trước khi ra pháp trường, ông đã ký giấy trao thi thể cho họ đạo Chuôn Trung, xứ Kẻ Chuôn, để lo mai táng hậu sự. Ngày 5 tháng 6 năm 1840, ông bị đem ra pháp trường ở Cầu Giấy xử chém.

## Phong thánh
Ngày 27 tháng 5 năm 1900, linh mục Luca Vũ Bá Loan được Giáo hoàng Lêô XIII suy tôn lên bậc Chân Phước. Đến ngày 19 tháng 6 năm 1988, Giáo hoàng Gioan Phaolô II suy tôn ông lên bậc Hiển thánh.